# Мак городній
{{#ifeq:0|0|{{#if:|{{#if:Papaversomniferum|[[]}}|}}}}
Мак городній, або  мак снодійний (лат. Papaver somniferum) — однорічна трав'яниста гола або розсіянощетиниста рослина родини макових, з якої отримується опіум та багато його похідних (опіатів), як-от морфін, тебаїн, кодеїн, папаверин та носкапін. Біноміальна назва перекладається як «снодійний мак», посилаючись на його наркотичні властивості. Насіння широко використовують в їжу, воно містить цінну олію, крім того, рослину використовують у декоративних цілях.

## Опис
Стебло рослини прямостійне, просте або вгорі розгалужене, 50–120 см заввишки. Листки, окрім найнижчих, стеблообгортні, цілісні, великозубчасті або надрізанолопатеві, дуже сизі. Квітки великі, двостатеві, 4-пелюсткові, одиничні, на довгих кінцевих квітконосах; пелюстки білі, фіалкові або пурпурові, з білою, фіалковою або жовтавою плямою при основі. Плід — куляста або барильцеподібна коробочка. Цвіте у червні-липні.

## Поширення
За одними даними, мак городній у дикому стані невідомий і розводиться тільки в культурі, але дичавіє в усіх відповідних для його зростання місцях. За даними GRIN, він росте в дикому стані у Південній Європі (острів Крит у Греції, Італія, охоплюючи Сардинію і Сицилію), на острові Кіпр, в Африці (північ Алжиру, північ Лівії, Марокко, Туніс, острів Мадейра, Канарські острови), а також натуралізувався на Азорських островах.
Мак городній вирощують на всій території України як лікарську, олійну і декоративну рослину; іноді трапляється здичавіло на забур'янених місцях. У дикому стані невідомий.

## Заготівля і зберігання
Для лікарських потреб використовують коробочки олійних сортів маку городнього із залишками верхньої частини стебел завдовжки до 10 см (Capita Papaveris), які заготовляють у період повної стиглості, коли вони набувають жовто-білого забарвлення, при стисканні в руці ламаються, а при струшуванні у них чути шурхіт від пересипання насіння. Збирають коробочки за допомогою спеціально обладнаних комбайнів. Обмолочені коробочки досушують на відкритому повітрі, розстелюючи тонким (3–5 см завтовшки) шаром на брезенті. Після досушування коробочки на зерноочисних машинах остаточно звільнюють від залишків насіння, пакують до мішків і зберігають у окремому приміщенні як отруйну сировину. Термін придатності — 3 роки. Використовують як сировину для добування алкалоїдів.

## Хімічний склад
Мак городній містить 26 алкалоїдів ізохінолінової структури, кількість яких у сухих головках становить 1–2,5 %. Практичне значення мають алкалоїди морфін, кодеїн і папаверин.